# 汤因比馆

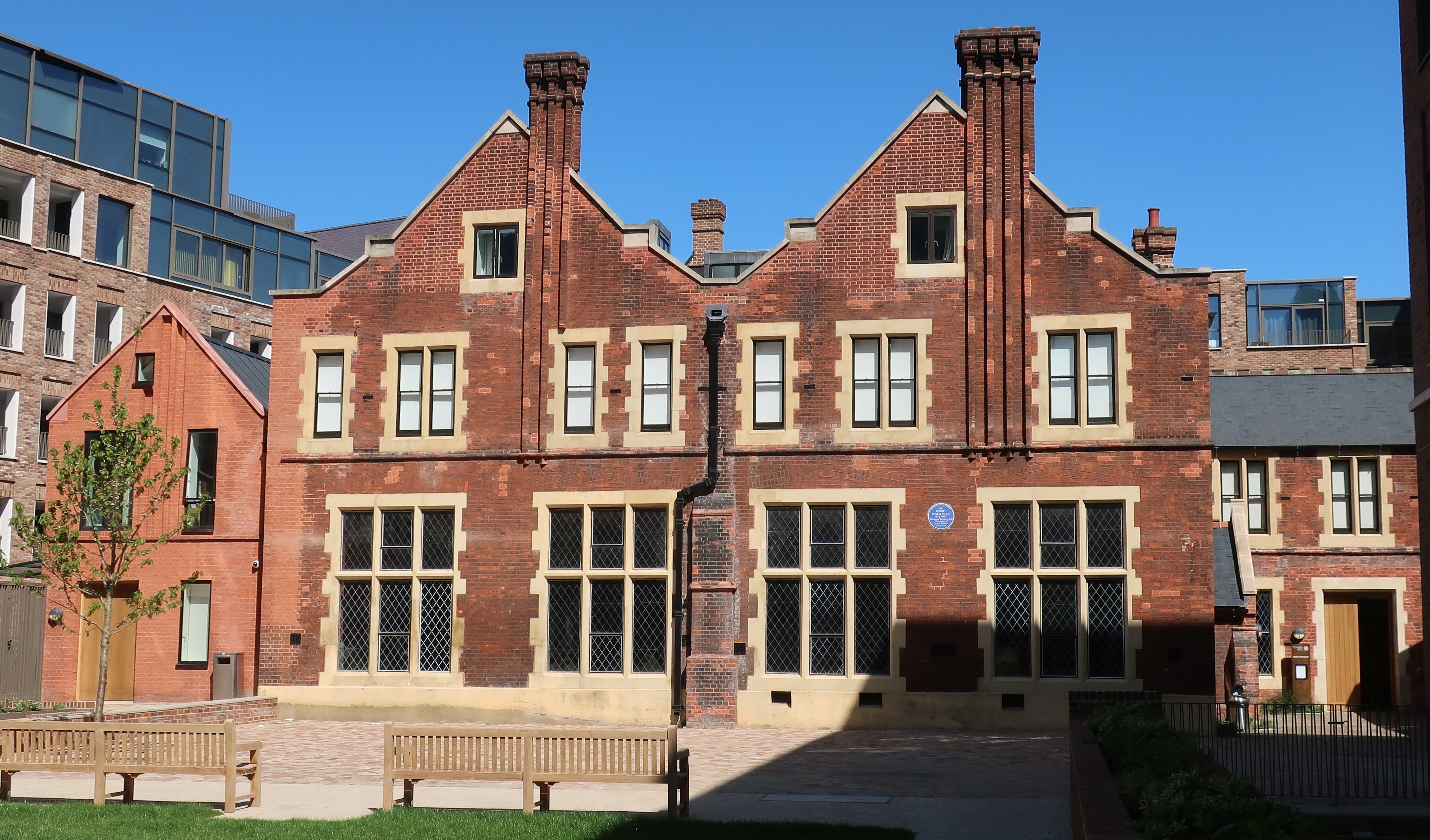

汤因比馆（英語：Toynbee Hall）是一个英国伦敦东部最贫穷地区的慈善场所，是现代社区服务中心的前身。1884年，由睦邻运动发起者塞缪尔·巴尼特（Samuel Barnett）所创立，为了纪念1883年因病去世的工作伙伴阿诺德·汤因比，取名为“汤因比馆”。巴尼特号召知识青年住进贫民区，为贫民服务并改善贫民的处境。通过共同生活，贫民可获得教育的机会和争取政治上的民主和平等，专家也可研究解决贫穷问题的方法。